# 皇麞
皇麞（おうじょう）は、雅楽の唐楽の曲名の一つである。
平調で、四箇之大曲（しかのたいきょく）の一つである。漢字「麞」は訓読みでは「のろ」で鹿の一種を意味するが、この曲名ではその意味で使われているわけではなく、黄麞谷という中国の地名を指す。唐の中宗の時代に黄麞谷で戦死した将軍王孝傑の忠義ぶりをたたえて，帝がこの曲を作ったと伝えられる。
古くは序・破・急から成る舞楽があったというが、舞楽は廃絶し、現在明治撰定譜には管絃として急の楽章（早四拍子）のみが伝えられている。